# أدوبي ديركتر
أدوبي دَيركتُر (بالإنجليزية: Adobe Director)‏ (سابقاً: ماكروميديا ديركتر) هو منصة لتأليف تطبيقات الوسائط المتعددة، وهو أحد برامج شركة ماكروميديا- والتي أصبحت جزءا من شركة أدوبي. يسمح هذا البرنامج ببناء التطبيقات بواجهة مشابهة لصناعة الأفلام، بحيث يكون المستخدم كـ«مخرج» للفلم. صمم البرنامج أصلا لإنشاء التتابعات المتحركة، إلا أن إضافة لغة سرد الأوامر (النصية) المسماة لنغو جعلته اختيارا شائعا لصناعة الأقراص المدمجة والبريمجات المنفردة ومحتوى الوب باستخدام أدوبي شوك ويف. يدعم أدوبي ديركتر كلا نوعي الوسائط المتعددة، ثنائية الأبعاد وثلاثية الأبعاد. ويمكن استخدام البرنامج في مجالات تأليف الوسائط المتعددة، وتطوير الألعاب، وتأليف تطبيقات التعلم الإلكتروني.

## مصطلحات البرنامج
يستخدم ديركتر مصطلحات خاصة بصناعة إنتاج الأفلام، فاسم البرنامج ديركتر يفترض أن مستخدم البرنامج هو المخرج، وكذلك يطلق على المشروع اسم فيلم، كما يطلق على مكونات المشروع اسم فريق العمل Cast، ومساحة التصميم اسم مسرح Stage.

## الفرق بين ديركتر وفلاش
لقد كان الفارق بين برنامج ديركتر وبرنامج «أدوبي فلاش» موضعا لنقاش مستفيض، خاصة في مجتمع تطوير ديركتر. وتعد القابلية للتوسع إحدى أهم الفروق الرئيسية بين الاثنين، وكذلك العديد من برامج الترميز التي يمكن استيرادها. كان ديركتر غالبا الأكبر من بين الاثنين، إلا أن ذلك كان واحدة من نقاط ضعفه. وقد تجلى هذا الضعف في تراجع ديركتر عن صدارة أدوات تأليف تطبيقات الوسائط المتعددة، خاصة في الفترة الحرجة بين عامي 1998 و2000، حيث كان ملحق تشغيل شوك ويف أكبر حجما عند تنزيله من ملحق تشغيل الفلاش، بالإضافة إلى ذلك كانت شركة ماكروميديا قد عقدت شراكات مع الموزعين من أمثال شركة ديل Dell وأبل Apple لجعل ملحق تشغيل الفلاش مثبتا افتراضيا على أجهزة المسنخدمين، فلا يكون عليهم فيما بعد تثبيت أي برامج إضافية. في تلك الفترة 1998-2000 لم تكن اتصالات الإنترنت السريعة قد انتشرت بين المستخدمين.
ورغم أن أدوبي فلاش أصبح الأكثر شهرة إلا أن ديركتر لا يزال متميزا في مجال تصميم الوسائط المتعددة والألعاب المعتمدة على الرسوم ثلاثية الأبعاد.

## تاريخ البرنامج
بدأ ظهور ديركتور تحت اسم ماكرومايند فيديو وركس MacroMind VideoWorks، كتطبيق موجه لأجهزة آبل ماكنتوش الأصلية. حيث كانت الرسوم المتحركة محدودة باللونين الأبيض والأسود في شاشات ماكنتوش القديمة.
تغير الاسم فيما بعد إلى ديركتر في عام 1987، مع إضافة إمكانات جديدة ولغة البرمجة لنغو في عام 1988. وأتيح إصدار خاص بنظام ميكروسوفت ويندوز في بداية التسعينات.
في الفترة بين 1995 و1997 ظهر تطبيق منافس في مجال تأليف الوسائط المتعددة يحمل الاسم mTropolis من إنتاج mFactory، وفي 1997 تم شراء هذا التطبيق بواسطة شركة Quark Inc. وتوقف تطويره حيث كان للشركة خطط تطوير لمشروع آخر في مجال تأليف الوسائط المتعددة وهو Quark Immedia.

### الخط الزمني للإصدارات
| التاريخ | الإصدار                                                               |
| ------- | --------------------------------------------------------------------- |
| 1985    | Videoworks                                                            |
| 1988    | تغير الاسم إلى Director 1.0                                           |
| 1993    | تغير الاسم من ماكرومايند ديركتر إلى ماكروميديا ديركتر (الإصدار 3.1.3) |
| 1994    | صدر ماكروميديا ديركتر 4 مع دعم ويندوز وباورماك                        |
| 1996    | صدر ماكروميديا ديركتر 5 وظهر فيه تقنية شوك ويف                        |
| 1997    | صدر ماكروميديا ديركتر 6 وظهر فيه تقنية السلوك البرمجي.                |
| 1997    | صدر ماكروميديا ديركتر 6.5 في أواخر هذا العام.                         |
| 1998    | صدر ماكروميديا ديركتر 7.                                              |
| 2000    | صدر ماكروميديا ديركتر 8.                                              |
| 2001    | صدر ماكروميديا ديركتر 8.5 وفيه ظهر دعم شوك ويف ثلاثي الأبعاد.         |
| 2002    | صدر ماكروميديا ديركتر إم إكس والمعروف أيضا بـ ديركتر 9.               |
| 2004    | صدر ماكروميديا ديركتر إم إكس 2004 والمعروف أيضا بـ ديركتر 10.         |
| 2008    | صدر أدوبي ديركتر 11                                                   |
| 2009    | صدر أدوبي ديركتر 11.5                                                 |
| 2010    | صدر أدوبي ديركتر 11.5.8                                               |

## الإصدار رقم 11 وما بعده
أول إصدارات ديركتر تحت اسم أدوبي هو الإصدار رقم 11، بعد شراء شركة أدوبي لشركة ماكروميديا، وقد دعم هذه الإصدار تقنية دايركت إكس DirectX 9 وكذلك ترميز يونيكود وإمكانيات موسعة لدعم الرسوم ثلاثية الأبعاد بالاعتماد على محرك NVIDIA PhysX، وكذلك دعم مرشحات الصور النقطية، وتحسينات على دعم أنساق الفيديو والصوت والصور، والتكامل مع أدوبي فلاش، كما صدر أيضا معه أدوبي شوك ويف 11.
في الإصدار 11.5 أضيف دعم تقنية الصوت صوت محيطي 5.1، والمزج في الزمن الفعلي، وتأثيرات صوتية ومرشحات DSP. وأضيف أيضا دعم التكامل مع الفيديو H.264 للتشغيل في العرض ملء الشاشة وعالي التحديد. كما أضيف دعم لاستيراد نسق سكتش أب Google SketchUp للرسوم ثلاثية الأبعاد، ودعم للتشغيل المتدفق باستخدام بروتوكول التراسل في الزمن الفعلي RTMP وأنواع البيانات ByteArray.
رغم التحديثات الأخيرة للبرنامج إلا أن الإصدارات الأخيرة قد ظهرت فيها العديد من المشكلات مما أثار التساؤلات بين مستخدمي البرنامج حول مدى اهتمام شركة أدوبي بتطوير البرنامج.

## دعم اللغة العربية
لا يوجد نسخة من البرنامج بواجهة عربية، كما أن دعم اللغة العربية في البرنامج غير جيد، فرغم أن البرنامج أصبح يدعم في إصداراته الأخيرة ترميز يونيكود وبالتالي إظهار أشكال الحروف العربية بشكل سليم باستخدام الخطوط العادية مع دعمه لاتصال الحروف، إلا أنه لا يدعم إظهار النصوص العربية بشكل سليم من اليمين إلى اليسار، فتظهر الحروف مكتوبة من اليسار لليمين مما يتحتم معه استخدام أحد برامج دعم الكتابة باللغة العربية.

## وصلات خارجية
- الموقع الرسمي